# Музей книги (Тбилиси)
Музей книги (груз. წიგნის მუზეუმი) — государственный музей в городе Тбилиси. Первый в Грузии и крупнейший музей книги на Кавказе.

## История
Открыт 17 ноября 2017 года в первом здании Национальной парламентской библиотеки Грузии. Учреждён по инициативе генерального директора Национальной библиотеки Георгия Кекелидзе.

Плакат в фойе

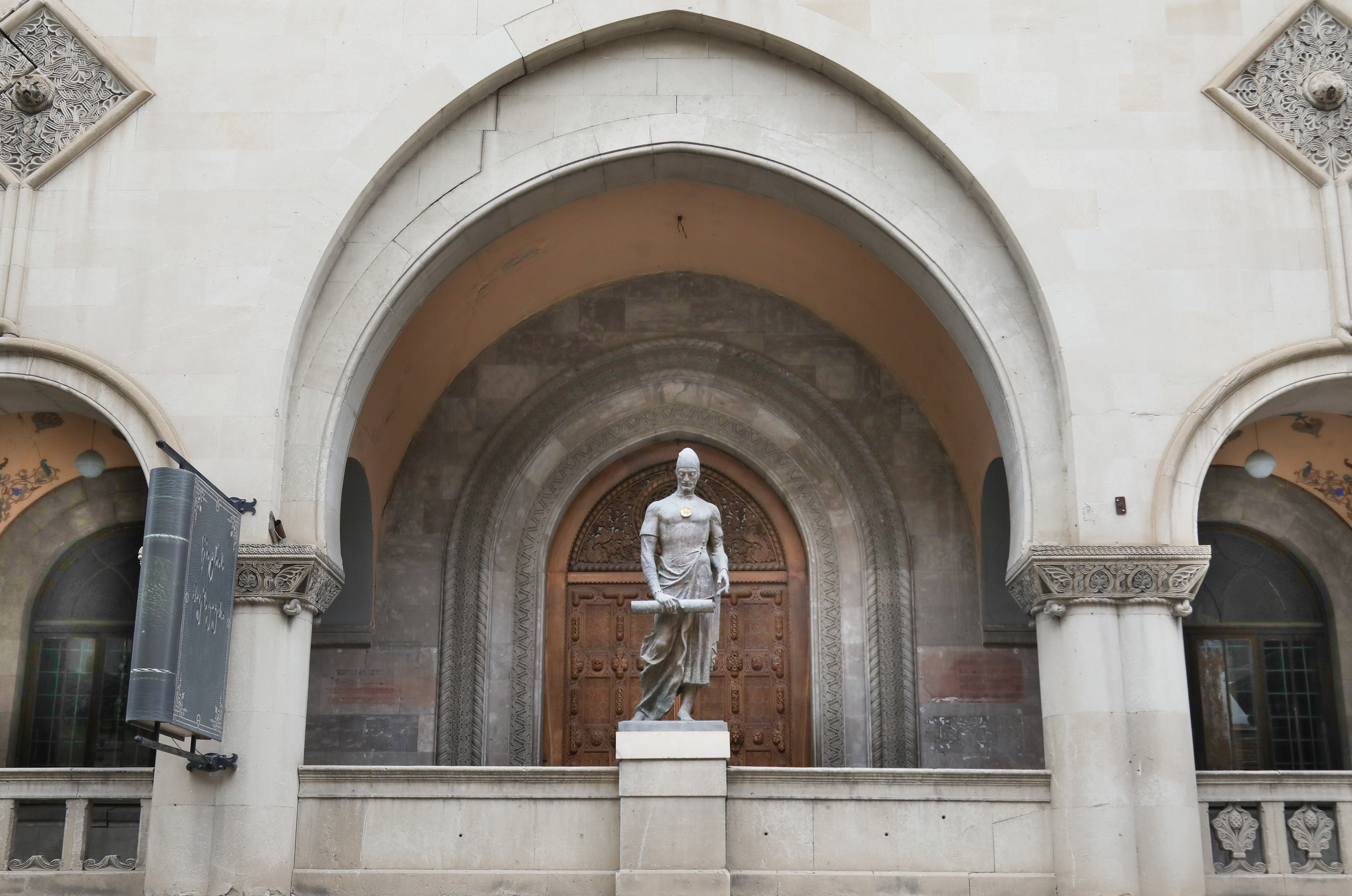
Вход в Музей книги, 2023 год. У входа памятник Шота Руставели

## Экспозиция
Собрания музея включают более 19 000 редких книг, находящихся в хранилище Национальной библиотеки. Наряду с постоянной экспозицией, в музее проводятся временные выставки. Постоянная экспозиция состоит из четырёх выставочных залов:
- Зал редких изданий. Представлены книги, отличающиеся древностью и формой, в частности, «Грузино-итальянский словарь» 1629 года, издания типографии Вахтанга, «Инкунабула» и прочие;
- Зал «Витязя в тигровой шкуре». Представлены все издания поэмы на грузинском и иностранных языках;
- Зал Ильи Чавчавадзе. Экспозиция кабинета Ильи Чавчавадзе, личных вещей писателя и библиотеки;
- Репозиторий Брозе. Современный репозиторий, оснащённый соответствующим климатическим оборудованием.